# Armsjöbäcken
Armsjöbäcken är ett vattendrag i norra Ångermanland, Bjurholms kommun, Västerbottens län. Längden är cirka 10 kilometer, inklusive källflöden cirka 25 kilometer, avrinningsområde 70 km². Armsjöbäcken är Hörnåns största biflöde, rinner upp i Storarmsjön, passerar Lillarmsjön och mynnar i Hörnån drygt 10 kilometer öster om Bjurholm och 5 km uppströms Hörnsjön.